# 아름다운 정원
《아름다운 정원》은 2008년 11월 20일부터 2010년 5월 6일까지 KBS 1TV에서 방송된 원예 전문 프로그램이다. 방송 초기에는 30분 분량으로 제작·방송되었다가, 2009년 1월 5일부터 1시간 분량으로 확대되었다. KBS의 2010년 봄 개편에 따라 2010년 5월 13일부터 진행자 교체 없이 《아름다운 집》으로 제목이 변경되었다.

## 역대 진행자
- 이승연 : 2008년 11월 20일 ~ 2009년 10월 15일
- 박지현 : 2009년 10월 22일 ~ 2010년 5월 6일

## 방송 회차

### 2008년
| 회차 | 방송일    | 방송 내용                  |
| ---- | --------- | -------------------------- |
| 1    | 11월 20일 | 수경재배, 미니정원 만들기  |
| 2    | 11월 27일 | 다육식물, 식물 채소 정원   |
| 3    | 12월 4일  | 허브                       |
| 4    | 12월 11일 | 식물과 함께하는 크리스마스 |
| 5    | 12월 18일 | 서양란                     |
| 6    | 12월 25일 | 겨울에 즐기는 꽃           |

### 2009년
| 회차 | 방송일    | 방송 내용                                            |
| ---- | --------- | ---------------------------------------------------- |
| 7    | 1월 8일   | 토피어리, 동양란                                     |
| 8    | 1월 15일  | 꽃 보다 잎이 예쁜 식물, 테라리움 만들기              |
| 9    | 1월 22일  | 복을 부르는 식물, 분경 만들기                        |
| 10   | 1월 29일  | 미니장미, 벽걸이 정원                                |
| 11   | 2월 5일   | 가습효과가 좋은 식물, 재활용품 화분 만들기           |
| 12   | 2월 12일  | 열매식물, 물 정원 만들기                             |
| 13   | 2월 26일  | 구근식물, 분재 만들기                                |
| 14   | 3월 5일   | 피톤치드 식물, 우리 집 정원 만들기 1                 |
| 15   | 3월 19일  | 철쭉, 우리 집 정원 만들기 2                          |
| 16   | 3월 26일  | 아쿠아리움, 우리 집 정원 만들기 3                    |
| 17   | 4월 2일   | 공기 정화 식물, 우리 집 정원 만들기 4                |
| 18   | 4월 9일   | 봄꽃, 비트와 래디시 키우기                           |
| 19   | 4월 16일  | 덩굴성 식물, 케일 키우기                             |
| 20   | 4월 23일  | 향기 나는 식물, 방울토마토 키우기                    |
| 21   | 4월 30일  | 풍성함을 즐기는 꽃, 고추 키우기                      |
| 22   | 5월 7일   | 선인장, 미나리 키우기                                |
| 23   | 5월 14일  | 꽃 피는 허브, 파 키우는 방법                         |
| 24   | 5월 21일  | 가을까지 즐기는 꽃, 미니 오이 키우기                 |
| 25   | 5월 28일  | 집에서 키우는 야생화, 느타리버섯 키우기              |
| 26   | 6월 4일   | 한련화와 드라세나, 엔다이브 키우기                   |
| 27   | 6월 11일  | 베고니아와 고무나무, 잎들깨 키우기                   |
| 28   | 6월 18일  | 페튜니아와 수경재배, 피망 키우기                     |
| 29   | 7월 2일   | 제라늄과 꽃으로 집안 장식하기, 쑥갓 키우기           |
| 30   | 7월 9일   | 사랑초와 화려한 잎무늬 식물, 잎당귀 키우기           |
| 31   | 7월 16일  | 여름 대표 꽃, 곧은 줄기가 매력적인 식물              |
| 32   | 7월 23일  | 파인애플과 식물과 페페로미아, 인삼 키우기            |
| 33   | 7월 30일  | 여름 국화과 식물과 벌레잡이식물, 파슬리 키우기       |
| 34   | 8월 6일   | 독특한 꽃과 화려한 서양란, 블루베리 키우기           |
| 35   | 8월 13일  | 능소화와 꽃치자, 식물 번식법, 석류 키우기            |
| 36   | 8월 20일  | 추억을 부르는 꽃, 실내 그늘에 강한 식물, 포도 키우기 |
| 37   | 8월 27일  | 배롱나무와 풍접초, 만데빌라와 천일홍, 무화과         |
| 38   | 9월 3일   | 부겐빌레아와 꽃기린, 향기나는 꽃, 알로에             |
| 39   | 9월 10일  | 보랏빛 꽃, 다육식물, 구아바                          |
| 40   | 9월 24일  | 국화와 거베라, 조연식물, 비타민나무                  |
| 41   | 10월 8일  | 가을 야생화, 꽃 피는 관엽식물                        |
| 42   | 10월 15일 | 칼라와 아마릴리스, 칼라데아와 아이치아카             |
| 43   | 10월 22일 | 미니장미, 글록시니아와 메리골드                      |
| 44   | 10월 29일 | 단풍이 물드는 식물, 가을 대표 허브 세이지            |
| 45   | 11월 5일  | 가을에 즐기는 서양란, 울창한 관엽식물                |
| 46   | 11월 12일 | 밤이 길어지면 피는 꽃, 집에서 즐기는 침엽수          |
| 47   | 11월 19일 | 시클라멘, 재활용으로 만드는 화분, 덩굴식물           |
| 48   | 11월 26일 | 아이리스, 현관 꾸미기, 대나무를 닮은 식물            |
| 49   | 12월 3일  | 꽃처럼 즐기는 식물, 거실테이블, 폴리시아스           |
| 50   | 12월 10일 | 식물로 크리스마스 꾸미기                             |
| 51   | 12월 17일 | 음이온 식물, 새싹채소, 잎무늬가 화려한 식물          |
| 52   | 12월 24일 | 오브코니카, 아이 방 꾸미기, 아이비                   |
| 53   | 12월 31일 | 칼랑코에, 압화, 알로카시아                           |

### 2010년
| 회차 | 방송일   | 방송 내용                                                                       |
| ---- | -------- | ------------------------------------------------------------------------------- |
| 54   | 1월 7일  | 식물과 함께 맞이하는 새해                                                       |
| 55   | 1월 14일 | 드라세나, 물 정원 만들기, 흙                                                    |
| 56   | 1월 21일 | 동양란, 벽정원 꾸미기, 비료 1편                                                 |
| 57   | 1월 28일 | 미리 만나는 봄꽃, 허브 한식상, 비료 2편                                         |
| 58   | 2월 4일  | 사계절 내내 만나는 꽃, 다육식물 연출하기, 화분의 모든 것                        |
| 59   | 2월 11일 | 이야기가 있는 꽃 1편, 정원소품 만들기, 독일 에센 원예 박람회, 천연 살충제       |
| 60   | 2월 18일 | 집안을 풍성하게 꾸며주는 식물, 스케일가든 만들기, 네덜란드 원예시장, 분갈이하기 |
| 61   | 2월 25일 | 이야기가 있는 꽃 2편, 옛 정원 만들기, 물 관리하기                               |
| 62   | 3월 4일  | 개성 있는 봄꽃, 친환경 정원, 이끼의 모든 것                                     |
| 63   | 3월 18일 | 꽃 피는 작은 나무, 돌 정원 만들기, 봄맞이 미니정원 꾸미기                       |
| 64   | 3월 25일 | 싸리를 닮은 꽃, 다화, 수시로 관리할 것                                          |
| 65   | 4월 1일  | 향기 나는 꽃, 드라이플라워, 번식                                                |
| 66   | 4월 8일  | 무리지어 피는 꽃, 시든 식물로 염색하기, 쌈 채소                                 |
| 67   | 4월 22일 | 나팔을 닮은 꽃, 화병 꽃꽂이, 잎채소                                             |
| 68   | 4월 29일 | 앙증맞은 잎, 웨딩 소품 만들기, 잎줄기 채소                                      |
| 69   | 5월 6일  | 닮은꼴 꽃 , 미니 분재 만들기, 허브 키우기                                       |

## 같이 보기
- 아름다운 집